# Кумулятивний ефект
Кумуляти́вний ефе́кт, Кумуляц́ія (англ. cumulative effect, cumulation; нім. Kumulationswirkung f, Hohlladungswirkung f) — концентрація дії вибуху в певному напрямку. Досягається формою зарядів вибухової речовини — т. зв. кумулятивною виїмкою у протилежній від детонатора частині заряду (на торці патрона — торцева, або на його твірній — поздовжня кумулятивна виїмка). При ініціюванні вибуху продукти хімічної реакції утворюють спрямований потік, формується високошвидкісний (10—15 км/с) кумулятивний струмінь, що забезпечує його велику пробивну здатність. У гірничій справі кумулятивний ефект застосовується для дроблення негабариту, перфорування свердловин.